# Nabil Bali
Nabil Bali (en Tifinag  : ⵏⴰⴱⵉⵍ ⴱⴰⵍⵉ; en árabe  : نبيل بالي), su verdadero nombre Nabil Baly Othmani, nacido en 1985 en Djanet, es un cantante  argelino de música Tuareg, en tamashek

## Biografía
Nacido en 1985, es hijo de Othmane Bali , cantante tuareg , verdadero virtuoso del laúd, famoso poeta de los tuaregs kel Ajjer de Djanet . Nabil Baly Othmani comenzó a tocar la guitarra a los 13 años, luego se unió a la compañía de su padre y decidió probar suerte con el derbake . Después de la muerte de su padre, se compromete a continuar la canción y continuar donde su padre se detuvo. También se hizo cargo de varias canciones de su padre, incluida la canción Damâa .

## Discografía
Tamghartin (2010)
- Título		Duración
- Djanet		03:40
- Menna		04:04
- Tamghartin		05:43
- Ahloumaq		03:50
- Inidiwan		03:50
- Anhaji		4:32
- Aran Adam		02:31
- La Helle		05:03
- Tu desierto		04:36
- Mila		03:49
- Tamanit In		04:29
- Tamidit In		03:53
- Nek Ahal Wagh		07:32

Ayt ma (2012)
- Título		Duración
- Teswa Tenere		04:39
- Izlaf		03:03
- Amadray In		04:11
- Temse Tekjtik		04:10
- Yallah Isan		7:09 a. M.
- Awadam		03:43
- Nek Mahedjegh		03:25
- Sahra Blues		03:00
- Ayt Ma		04:45
- Azaman		05:29
- Torna		04:33
- Yoka Ul		04:06
- África		4:12